# Apagão no Nordeste do Brasil em 2013

Estados atingidos pelo apagão de agosto de 2013

O Apagão ou Blecaute (aportuguesamento da palavra em inglês Black out) no Nordeste do Brasil em 2013 foi uma interrupção total no fornecimento de energia elétrica que ocorreu na tarde do dia 28 de agosto em todos os estados do Nordeste brasileiro. O blecaute de energia elétrica foi ocasionado, segundo o então ministro de minas e energia, Edison Lobão, por um incêndio numa fazenda do município de Canto do Buriti, estado do Piauí, que afetou a transmissão da energia elétrica.

## O "Blackout"
O apagão começou às 14h58min horário local (UTC−3) e alguns estados só tiveram a situação normalizada por volta das 18 horas. A falta de energia elétrica afetou todos os estados do Nordeste.

## As causas
A área de fiscalização da Agência Nacional de Energia Elétrica (Aneel) informou que houve uma queda de energia de grandes proporções no Nordeste às 15h03, que acabou por derrubar a carga de 10.000 megawatts para 1.000 megawatts. A agência disse ainda que, após a apuração das causas pelo ONS, fará a fiscalização do problema e se houver culpados, aplicará multa.

## Consequências
Problemas como paralisação no funcionamento de telefones, fornecimento de água, desligamento de semáforos. Algumas lojas e supermercados tiveram que fechar as portas, além disso algumas escolas e faculdades suspenderam as aulas.
No Recife o Metrô ficou parado, e com os semáforos sem funcionamento o trânsito ficou caótico. Os serviços de internet e das operadoras de telefonia também tiveram falhas, de acordo com relatos de moradores.